# Achlyonice
Achlyonice is een geslacht van zeekomkommers uit de familie Elpidiidae.

## Soorten
- Achlyonice ecalcarea Théel, 1879
- Achlyonice gilpinbrowni (Pawson, 1965)
- Achlyonice longicornis Bohn, 2006
- Achlyonice margitae Gebruk, 1997
- Achlyonice monactinica Ohshima, 1915
- Achlyonice myriamae Gebruk, 1997
- Achlyonice tui (Pawson, 1965)